# Saint-Alfred
Saint-Alfred è un comune del Canada, situato nella provincia del Québec, nella regione di Chaudière-Appalaches.